# Ooij
Ooij est un village appartenant à la commune néerlandaise de Berg en Dal, dans la province de Gueldre. Le 1er janvier 2007, le village comptait environ 2 050 habitants.